# Bassi (departamento)
Bassi é um departamento ou comuna da província de Zondoma no oeste do Burkina Faso. A sua capital é a cidade de Bassi.
Em 2006, o recenseamento contou 23234 habitantes. Em 1 de julho de 2018 tinha uma população estimada em 29914 habitantes.
Situa-se perto do curso alto do rio Volta Branco, da fronteira Burkina Faso-Mali e a norte da capital do país, Uagadugu.